# Hennebont
Hennebont (bretonisch: Henbont) ist eine französische Gemeinde mit 15.831 Einwohnern (Stand: 1. Januar 2022) im Département Morbihan in der Region Bretagne. Sie gehört zum Arrondissement Lorient, zum Kanton Hennebont und zum Gemeindeverband Lorient Agglomération.

## Geographie
Die Gemeinde liegt am Blavet etwa 42 Kilometer westnordwestlich von Vannes und etwa neun Kilometer nordöstlich von Lorient. Nachbargemeinden sind Inzinzac-Lochrist im Nordwesten und Norden, Languidic im Nordosten, Brandérion im Osten, Kervignac im Südosten und Süden, Lanester im Südwesten sowie Caudan im Westen.

## Geschichte
Hennebont (in frühen Schriften auch Hanebont) kann bereits für die Eisenzeit als gallisches Oppidum nachgewiesen werden. Der Name des Ortes deutete auf eine frühe Flussquerung über den Blavet hin. 1342 kam es hier zur Schlacht von Hennebont im Erbfolgekrieg der Bretagne. Johanna von Flandern war nach Hennebont geflohen. Von Hennebont aus verteidigte sie ihre Interessen und es gelang ihr sogar, in dem Erbfolgekrieg siegreich hervorzugehen.
Während des Zweiten Weltkriegs musste Hennebont ein alliiertes Bombardement über sich ergehen lassen, nachdem die Gemeinde 1943 bereits teilevakuiert worden war.
Im Februar 2016 war Hennebont eine von 13 Gemeinden, die der Stufe 3 der Charta Ya d’ar brezhoneg zur Förderung der bretonischen Sprache angehörten.

### Bevölkerungsentwicklung
| Jahr      | 1962   | 1968   | 1975   | 1982   | 1990   | 1999   | 2006   | 2011   | 2019   |
| Einwohner | 11.690 | 11.799 | 12.273 | 12.963 | 13.624 | 13.412 | 14.174 | 15.456 | 16.062 |

## Verkehrsanbindung
Das Gemeindegebiet wird von der Nationalstraße N165 (E60) durchquert. Der Bahnhof von Hennebont liegt an der Bahnstrecke von Quimper nach Nantes (Bahnstrecke Savenay–Landerneau). Dort bestand bis 1939 Anschluss an das Netz der Chemins de fer du Morbihan und 1902–1932 an die Straßenbahn Lorient.

## Sehenswürdigkeiten
- Abtei Notre-Dame-de-Joye
- Botanischer Garten
- Haras national

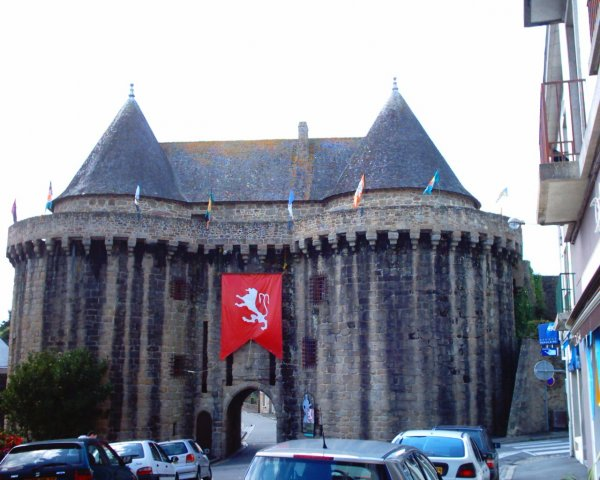
Die Türme von Bro-Erec'h

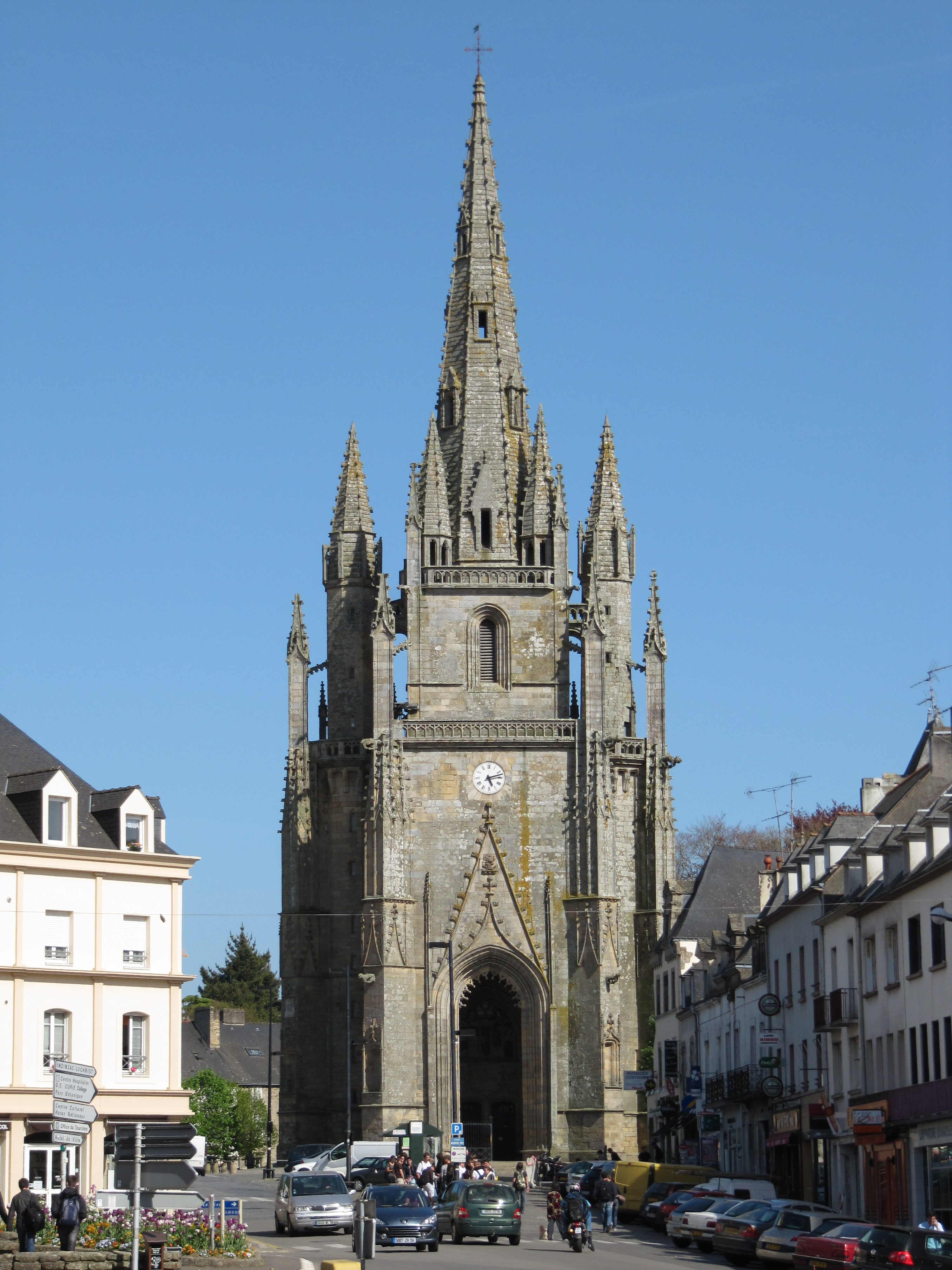
Kirche Notre-Dame-de-Paradis

- Kirche Notre-Dame-de-Paradis (1514–1530 errichtet)
- Megalithengräber
- Türme von Bro-Erec’h
- Haras National de Hennebont – Nationalgestüt zur Pferdezucht der Rasse Bretone

## Städtepartnerschaften
- Kronach, Deutschland, seit 1990
- Mourdiah, Mali, seit 1990
- Mumbles, Vereinigtes Königreich, seit 2004
- Halhul, Palästina, seit 2010

## Persönlichkeiten
- Johann von der Bretagne (1295–1345), war Graf von Montfort-l’Amaury, als Johann IV. ein Herzog der Bretagne, sowie Earl of Richmond
- Pierre de Polignac (1895–1964), Prinzgemahl von Monaco, geboren im Château de Kerscamp
- Bruno Cremer (1929–2010), Schauspieler
- Yves Le Saux (* 1960), Bischof von Annecy
- Anthony Le Tallec (* 1984), Fußballspieler
- Fabien Robert (* 1989), Fußballspieler
- Warren Barguil (* 1991), Radrennfahrer

## Sport

### Fußball
Hennebont hat drei Fußballvereine:
- Der 1976 gegründete Verein Entente Saint Gilloise d'Hennebont (ESG) ist ein geselliger Verein aus dem gleichnamigen Stadtteil (St. Gilles), der seine Unabhängigkeit bewahren wollte. Die Farben des Vereins sind grün und schwarz und er bietet Mannschaften in allen Altersklassen an (ab der U7 über seine Fußballschule). Das Fanionteam spielt seit der Saison 2020/21 in der D2. Der Verein machte auch von sich reden, als er im September 2020 einen Pool eröffnete, um Lionel Messi zu verpflichten. Am 29. September 2021 gab der Verein die Gründung seiner 1. 100%igen Frauenmannschaft bekannt und nimmt somit an der U13F- und U11F-Meisterschaft des Bezirks Morbihan teil.
- Der Stade Hennebontais entstand 2017 aus der Fusion der beiden Vereine der Stadt: Union Sportive Hennebontaise (USH) und Garde du Vœu (GVH). Die erste Sportsaison endete mit guten Ergebnissen und dem Aufstieg der A-Mannschaft in die D2. Im Juli 2020 stieg die Mannschaft nach dem Rückzug zweier Vereine in die D1 auf, da der Bezirk die SH aus den besten Drittplatzierten herausfischte, um in der Saison 2020/21 in dieser Liga zu spielen, stieg aber wieder in die D2 ab, in der der Verein ab der Saison 2022/23 spielte.
- Die Association Sportive Kergroix (ASK) hat als Freizeitverein nur eine Veteranenmannschaft.

### Tischtennis
Die Garde du Vœu Hennebont Tischtennis gewann 2005, 2006, 2007 und 2009 den französischen Meistertitel und ist regelmäßig für Spiele in der Champions League oder der ETTU qualifiziert. Die Abraham-Halle ist als die stimmungsvollste Halle Frankreichs bekannt, da sie bei jedem Spiel voll besetzt ist.
Im Jahr 2019 gewinnt Hennebont seinen ersten europäischen Titel, den ETTU Cup.
Ein neues internationales Schulungs-, Trainings- und Wettkampfzentrum für Tischtennis, das Ping Center, ist entstanden und wird am 26. November 2022 offiziell eingeweiht.

### Basketball
Der Basket Club Hennebontais (BCH), spielt in der Nationalen Liga 3 der Männer und strebt für 2024 den Aufstieg in die Nationale Liga 2 an (Projekt ADN 2024).

### Handball
Hennebont Lochrist Handball spielt ab der Saison 2022/23 in der National 1 Masculine (3. Liga), nachdem es in der Saison 2021/22 den ersten Platz in der National 2 belegt hatte, nachdem es sein letztes Meisterschaftsspiel gegen Cherbourg75 gewonnen hatte und in dieser Saison zu Hause ungeschlagen geblieben war. Das Fanionteam spielt in Kerlano, wird aber 2024 nach Inzinzac-Lochrist umziehen, innerhalb eines neuen Sportkomplexes auf dem Gelände von Mané-Braz, um mehr Zuschauer empfangen zu können.

### Schach
Der Schachverein Echiquier Hennebontais spielt in der Division 1, nachdem er zuvor in der Nationalen Liga 4 gespielt hatte. Der Verein bildet auch Jugendliche (Mädchen und Jungen) aus, die das Schachspiel erlernen, und hat auch eine Mannschaft, die in der D2-Jugendklasse vertreten ist. In der Vorweihnachtszeit organisiert der Verein auch ein Weihnachtsturnier, das in einer schnellen Konfiguration (7 Runden à 15 Minuten pro Spieler) ausgetragen wird. In Wirklichkeit werden 2 Turniere organisiert: eines für Jugendliche und ein zweites für Erwachsene und erfahrene Jugendliche.